# 圣主耶稣中心 (新奥尔良)
29°57′54″N 90°03′51″W / 29.965002°N 90.064204°W

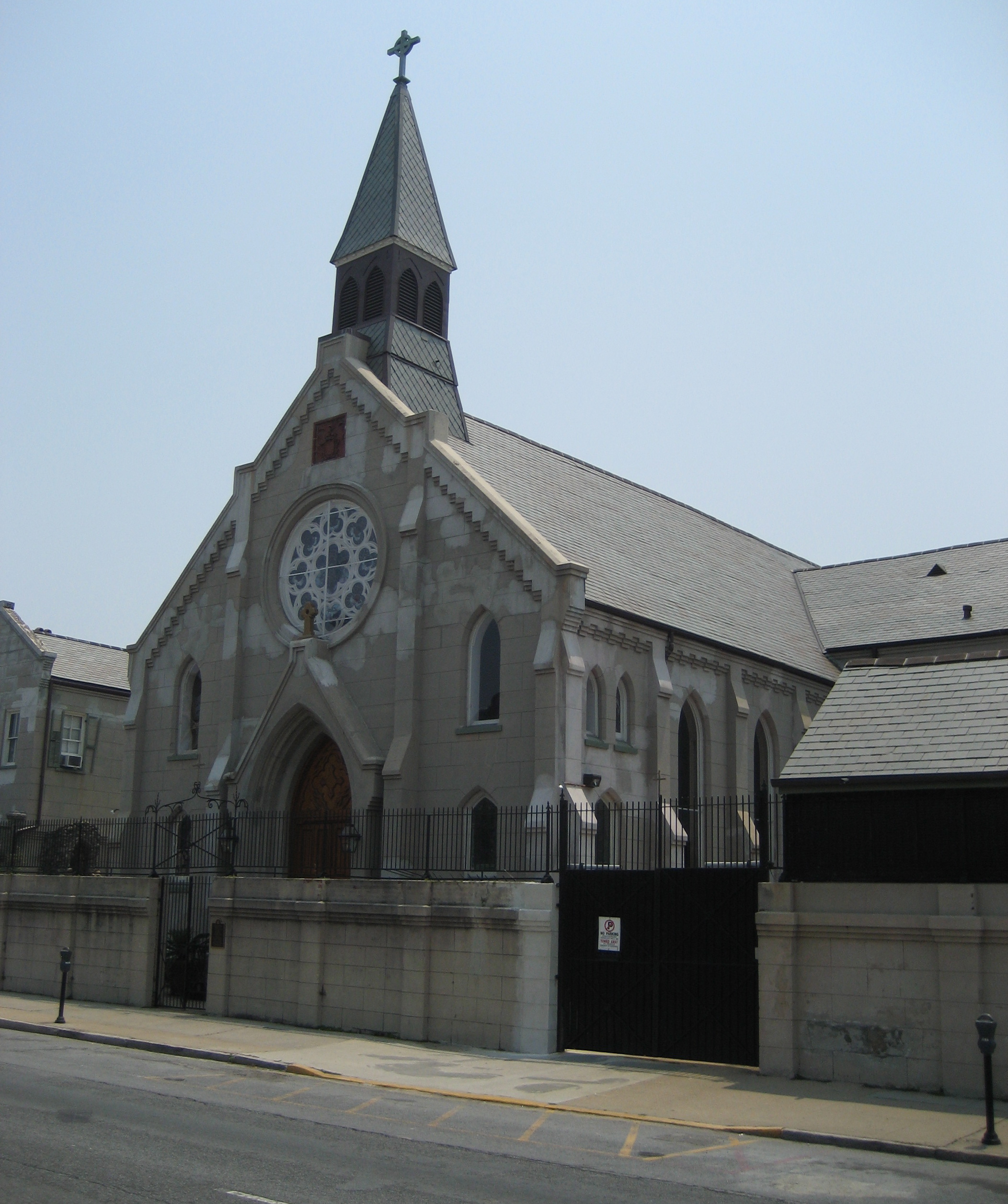
圣主耶稣中心

圣主耶稣中心（The Center of Jesus the Lord）是美国新奥尔良的一座罗马天主教教堂，位于壁垒街（Rampart Street）。
这个大型建筑群由建筑师詹姆斯Freret 完成于1895年，原为加尔默罗会的圣若瑟和圣德肋撒修道院加尔默罗小堂（Carmelite Chapel of St. Joseph and St. Teresa）。1971年嘉尔默罗会迁出，1975年将此建筑出售给天主教新奥尔良总教区。 